# Norwegia na Zimowych Igrzyskach Olimpijskich 1972
Norwegię na Zimowych Igrzyskach Olimpijskich 1972 reprezentowało 67 zawodników: 56 mężczyzn i jedenaście kobiet. Był to jedenasty start reprezentacji Norwegii na zimowych igrzyskach olimpijskich.

## Zdobyte medale
| Medal  | Zawodnik                                              | Dyscyplina          | Konkurencja                      | Rezultat     |
| ------ | ----------------------------------------------------- | ------------------- | -------------------------------- | ------------ |
| Złoto  | Magnar Solberg                                        | Biathlon            | Bieg indywidualny 20 km mężczyzn | 1:15:55,50 h |
| Złoto  | Pål Tyldum                                            | Biegi narciarskie   | Bieg na 50 km mężczyzn           | 2:43:14,75 h |
| Srebro | Pål Tyldum                                            | Biegi narciarskie   | Bieg na 30 km mężczyzn           | 1:37:25,30 h |
| Srebro | Magne Myrmo                                           | Biegi narciarskie   | Bieg na 50 km mężczyzn           | 2:43:29,45 h |
| Srebro | Oddvar Brå, Pål Tyldum, Ivar Formo, Johannes Harviken | Biegi narciarskie   | Sztafeta 4 x 10 km mężczyzn      | 2:04:57,06 h |
| Srebro | Roar Grønvold                                         | Łyżwiarstwo szybkie | Bieg na 1500 m mężczyzn          | 2:04,26 min  |
| Srebro | Roar Grønvold                                         | Łyżwiarstwo szybkie | Bieg na 5000 m mężczyzn          | 7:28,18 min  |
| Brąz   | Ivar Formo                                            | Biegi narciarskie   | Bieg na 15 km mężczyzn           | 46:02,68 min |
| Brąz   | Johannes Harviken                                     | Biegi narciarskie   | Bieg na 30 km mężczyzn           | 1:37:32,44 h |
| Brąz   | Inger Aufles, Aslaug Dahl, Berit Mørdre Lammedal      | Biegi narciarskie   | Sztafeta 3 x 5 km kobiet         | 49:51,49 min |
| Brąz   | Sten Stensen                                          | Łyżwiarstwo szybkie | Bieg na 5000 m mężczyzn          | 7:33,39 min  |
| Brąz   | Sten Stensen                                          | Łyżwiarstwo szybkie | Bieg na 10 000 m mężczyzn        | 15:07,08 min |

## Skład kadry

### Biathlon
Mężczyźni
| Zawodnik                                                 | Konkurencja         | czas biegu | Kary | Łączny czas | Pozycja |
| -------------------------------------------------------- | ------------------- | ---------- | ---- | ----------- | ------- |
| Magnar Solberg                                           | Bieg na 20 km       | 1:13:55,50 | 2:00 | 1:15:55,50  | złoto   |
| Tor Svendsberget                                         | Bieg na 20 km       | 1:15:26,54 | 3:00 | 1:18:26:54  | 8.      |
| Kåre Hovda                                               | Bieg na 20 km       | 1:16:20,37 | 6:00 | 1:22:20,37  | 18.     |
| Ragnar Tveiten                                           | Bieg na 20 km       | 1:17:19,91 | 7:00 | 1:24:19,91  | 29.     |
| Tor Svendsberget Kåre Hovda Ivar Nordkild Magnar Solberg | Sztafeta 4 × 7,5 km | 1:56:24,41 | 7    | 1:56:24,41  | 4.      |

### Biegi narciarskie
Mężczyźni
| Zawodnik                                           | Konkurencja        | czas       | Pozycja |
| -------------------------------------------------- | ------------------ | ---------- | ------- |
| Ivar Formo                                         | Bieg na 15 km      | 46:02,68   | brąz    |
| Oddvar Brå                                         | Bieg na 15 km      | 46:25,88   | 9.      |
| Johannes Harviken                                  | Bieg na 15 km      | 46:46,36   | 15.     |
| Magne Myrmo                                        | Bieg na 15 km      | 47:02,55   | 19.     |
| Pål Tyldum                                         | Bieg na 30 km      | 1:37:25,30 | srebro  |
| Johannes Harviken                                  | Bieg na 30 km      | 1:37:32,44 | brąz    |
| Magne Myrmo                                        | Bieg na 30 km      | 1:42:23,40 | 21.     |
| Ole Ellefsæter                                     | Bieg na 30 km      | 1:44:25,21 | 31.     |
| Pål Tyldum                                         | Bieg na 50 km      | 2:43:14,75 | złoto   |
| Magne Myrmo                                        | Bieg na 50 km      | 2:43:29,45 | srebro  |
| Reidar Hjermstad                                   | Bieg na 50 km      | 2:44:14,51 | 4.      |
| Ole Ellefsæter                                     | Bieg na 50 km      | 2:46:46,94 | 10.     |
| Oddvar Brå Pål Tyldum Ivar Formo Johannes Harviken | Sztafeta 4 × 10 km | 2:04:57,06 | srebro  |

Kobiety
| Zawodnik                                       | Konkurencja       | czas     | Pozycja |
| ---------------------------------------------- | ----------------- | -------- | ------- |
| Berit Mørdre Lammedal                          | Bieg na 5 km      | 17:16,79 | 7.      |
| Aslaug Dahl                                    | Bieg na 5 km      | 17:17,49 | 8.      |
| Inger Aufles                                   | Bieg na 5 km      | 17:33,14 | 12.     |
| Katharina Mo-Berge                             | Bieg na 5 km      | 17:49,06 | 17.     |
| Aslaug Dahl                                    | Bieg na 10 km     | 35:18,84 | 6.      |
| Inger Aufles                                   | Bieg na 10 km     | 36:07,08 | 12.     |
| Berit Mørdre Lammedal                          | Bieg na 10 km     | 36:29,43 | 14.     |
| Katharina Mo-Berge                             | Bieg na 10 km     | 37:33,16 | 29.     |
| Inger Aufles Aslaug Dahl Berit Mørdre Lammedal | Sztafeta 3 × 5 km | 49:51,49 | brąz    |

### Hokej na lodzie
Reprezentacja mężczyzn
| - Kåre Østensen - Thore Wålberg - Øivind Berg - Jan Kinder - Svein Norman Hansen - Terje Steen - Birger Jansen - Thor Martinsen - Tom Røymark |  | - Tom Christensen - Steinar Bjølbakk - Svein Haagensen - Roy Jansen - Bjørn Johansen - Morten Sethereng - Terje Thoen - Bjørn Andressen - Arne Mikkelsen |

Reprezentacja Norwegii w rundzie kwalifikacyjnej uległa reprezentacji Finlandii 1:13 i tym samym wzięła udział w rozgrywkach grupy "pocieszenia" turnieju olimpijskiego. W grupie "pocieszenia" zajęła 2 miejsce i ostatecznie została sklasyfikowana na 8. miejscu.

#### Runda kwalifikacyjna
| 4 lutego 1972 | Finlandia | 13:1 | Norwegia |  |

| Godzina: 19:00 |  | (3:1, 5:0, 5:0) |  |  |

### Grupa pocieszenia
| Drużyna    | M | Mecze | Mecze | Mecze | Bramki | Bramki | Bramki | Pkt |
| Drużyna    | M | W     | R     | P     | +      | -      | +/-    | Pkt |
| ---------- | - | ----- | ----- | ----- | ------ | ------ | ------ | --- |
| RFN        | 4 | 3     | 0     | 1     | 22     | 10     | +12    | 6   |
| Norwegia   | 4 | 3     | 0     | 1     | 16     | 14     | +2     | 6   |
| Japonia    | 4 | 2     | 1     | 1     | 17     | 16     | +1     | 5   |
| Szwajcaria | 4 | 0     | 2     | 2     | 9      | 16     | -7     | 2   |
| Jugosławia | 4 | 0     | 1     | 3     | 9      | 17     | -8     | 1   |

Wyniki
| 6 lutego 1972 | Norwegia | 5:2 | Jugosławia |  |

| Godzina: 12:30 |  | (0:1, 3:0, 2:1) |  |  |

| 9 lutego 1972 | Niemcy | 5:1 | Norwegia |  |

| Godzina: 14:00 |  | (3:0, 0:0, 2:1) |  |  |

| 10 lutego 1972 | Norwegia | 5:1 | Japonia |  |

| Godzina: 10:00 |  | (2:2, 2:1, 1:1) |  |  |

| 12 lutego 1972 | Szwajcaria | 3:5 | Norwegia |  |

| Godzina: 14:00 |  | (0:0, 2:1, 1:4) |  |  |

### Kombinacja norweska
Mężczyźni
| Zawodnik       | Konkurencja   | Bieg narciarski | Bieg narciarski | Bieg narciarski | Skoki narciarskie | Skoki narciarskie | Skoki narciarskie | Skoki narciarskie | Skoki narciarskie | Skoki narciarskie | Skoki narciarskie | Skoki narciarskie | Łącznie | Pozycja |
| Zawodnik       | Konkurencja   | Czas biegu      | Pozycja         | Punkty          | Skok 1            | Nota              | Skok 2            | Nota              | Skok 3            | Nota              | Punkty            | Pozycja           | Łącznie | Pozycja |
| -------------- | ------------- | --------------- | --------------- | --------------- | ----------------- | ----------------- | ----------------- | ----------------- | ----------------- | ----------------- | ----------------- | ----------------- | ------- | ------- |
| Kåre Olav Berg | Indywidualnie | 50:08,9         | 7.              | 204,400         | 64,5              | 74,0              | 72,5              | 90,9              | 73,0              | 89,5              | 180,4             | 16.               | 384,800 | 8.      |
| Kjell Åsvestad | Indywidualnie | 51:36,2         | 23.             | 191,305         | 71,0              | 87,9              | 71,0              | 90,5              | 74,0              | 92,6              | 183,1             | 13.               | 374,405 | 14.     |
| Henning Weid   | Indywidualnie | 51:58,1         | 25.             | 188,020         | 70,5              | 85,6              | 71,0              | 90,0              | 73,5              | 91,3              | 181,3             | 15.               | 369,320 | 19.     |
| Gjert Andersen | Indywidualnie | 52:04,8         | 26.             | 187,015         | 67,0              | 81,5              | 71,5              | 91,8              | 65,0              | 72,7              | 173,3             | 23.               | 360,315 | 23.     |

### Łyżwiarstwo szybkie
Mężczyźni
| Zawodnik              | Konkurencja        | Konkurencja        | Konkurencja    | Konkurencja    | Konkurencja    | Konkurencja    | Konkurencja      | Konkurencja      |
| Zawodnik              | Bieg na 500 m      | Bieg na 500 m      | Bieg na 1500 m | Bieg na 1500 m | Bieg na 5000 m | Bieg na 5000 m | Bieg na 10 000 m | Bieg na 10 000 m |
| Zawodnik              | Czas               | Miejsce            | Czas           | Miejsce        | Czas           | Miejsce        | Czas             | Miejsce          |
| --------------------- | ------------------ | ------------------ | -------------- | -------------- | -------------- | -------------- | ---------------- | ---------------- |
| Per Bjørang           | 39,91              | 4.                 |                |                |                |                |                  |                  |
| Lasse Efskind         | 40 60              | 12.                |                |                |                |                |                  |                  |
| Johan Lind            | 41,14              | 18.                |                |                |                |                |                  |                  |
| Ole Christian Iversen | Nie ukończył biegu | Nie ukończył biegu |                |                |                |                |                  |                  |
| Roar Grønvold         |                    |                    | 2:04,26        | srebro         | 7:28,18        | srebro         |                  |                  |
| Bjørn Tveter          |                    |                    | 2:05,94        | 4.             |                |                |                  |                  |
| Svein-Erik Stiansen   |                    |                    | 2:08,63        | 11.            | 7:39,6         | 12.            |                  |                  |
| Dag Fornæss           |                    |                    | 2:09,52        | 13.            |                |                | 15:53,33         | 13.              |
| Per Willy Guttormsen  |                    |                    |                |                |                |                | 15:48,71         | 11.              |
| Sten Stensen          |                    |                    |                |                | 7:33,39        | brąz           | 15:07,08         | brąz             |
| Willy Olsen           |                    |                    |                |                | 7:36,47        | 5.             |                  |                  |

Kobiety
| Zawodnik               | Konkurencja   | Konkurencja   | Konkurencja    | Konkurencja    | Konkurencja    | Konkurencja    | Konkurencja    | Konkurencja    |
| Zawodnik               | Bieg na 500 m | Bieg na 500 m | Bieg na 1000 m | Bieg na 1000 m | Bieg na 1500 m | Bieg na 1500 m | Bieg na 3000 m | Bieg na 3000 m |
| Zawodnik               | Czas          | Miejsce       | Czas           | Miejsce        | Czas           | Miejsce        | Czas           | Miejsce        |
| ---------------------- | ------------- | ------------- | -------------- | -------------- | -------------- | -------------- | -------------- | -------------- |
| Sigrid Sundby-Dybedahl | 445,70        | 11.           | 1:33,13        | 9.             | 2:24,07        | 8.             | 5:07,76        | 10.            |
| Kirsti Biermann        | 46,18         | 17.           | 1:35,76        | 23.            | 2:29,94        | 23.            | 5:26,21        | 20.            |
| Lisbeth Korsmo-Berg    | 46,33         | 19.           | 1:35,56        | 22.            | 2:28,36        | 19.            |                |                |

### Narciarstwo alpejskie
Mężczyźni
| Zawodnik         | Konkurencja | Konkurencja | Konkurencja         | Konkurencja                 | Konkurencja                 | Konkurencja                 | Konkurencja                 | Konkurencja                 | Konkurencja                 | Konkurencja                 |
| Zawodnik         | Zjazd       | Zjazd       | Slalom gigant       | Slalom gigant               | Slalom gigant               | Slalom gigant               | Slalom specjalny            | Slalom specjalny            | Slalom specjalny            | Slalom specjalny            |
| Zawodnik         | Czas        | Pozycja     | Czas 1-go przejazdu | Czas 2-go przejazdu         | Czas łączny                 | Pozycje                     | Czas 1-go przejazdu         | Czas 2-go przejazdu         | Czas łączny                 | Pozycja                     |
| ---------------- | ----------- | ----------- | ------------------- | --------------------------- | --------------------------- | --------------------------- | --------------------------- | --------------------------- | --------------------------- | --------------------------- |
| Erik Håker       | 1:53,16     | 5.          | 1:31,70             | Nie ukończył 2-go przejazdu | Nie ukończył 2-go przejazdu | Nie ukończył 2-go przejazdu | Nie ukończył 1-go przejazdu | Nie ukończył 1-go przejazdu | Nie ukończył 1-go przejazdu | Nie ukończył 1-go przejazdu |
| Peik Christensen | 1:59,71     | 36.         | 1:38,27             | 1:40,42                     | 3:18,69                     | 23.                         | Dyskwalifikacja             | Nie ukończył konkurencji    | Nie ukończył konkurencji    | Nie ukończył konkurencji    |
| Otto Tschudi     |             |             | 1:57,42             | Dyskwalifikacja             | Nie ukończył konkurencji    | Nie ukończył konkurencji    | Dyskwalifikacja             | Nie ukończył konkurencji    | Nie ukończył konkurencji    | Nie ukończył konkurencji    |

Kobiety
| Zawodniczka           | Konkurencja | Konkurencja | Konkurencja   | Konkurencja   | Konkurencja                  | Konkurencja                  | Konkurencja                  | Konkurencja                  |
| Zawodniczka           | Zjazd       | Zjazd       | Slalom gigant | Slalom gigant | Slalom specjalny             | Slalom specjalny             | Slalom specjalny             | Slalom specjalny             |
| Zawodniczka           | Czas        | Pozycja     | Czas          | Pozycja       | Czas 1-go przejazdu          | Czas 2-go przejazdu          | Czas łączny                  | Pozycja                      |
| --------------------- | ----------- | ----------- | ------------- | ------------- | ---------------------------- | ---------------------------- | ---------------------------- | ---------------------------- |
| Toril Førland         | 1:40,25     | 11.         | 1:34,15       | 17.           | 47,75                        | 48,01                        | 1:35,76                      | 9.                           |
| Gyri Sørensen         | 1:40,77     | 17.         | 1:37,32       | 28.           | Dyskwalifikacja              | Nie ukończyła konkurencji    | Nie ukończyła konkurencji    | Nie ukończyła konkurencji    |
| Karianne Christiansen | 1:41,25     | 21.         | 1:37,18       | 27.           | 52,59                        | Nie ukończyła 2-go przejazdu | Nie ukończyła 2-go przejazdu | Nie ukończyła 2-go przejazdu |
| Anne Brusletto        |             |             | 1:34,43       | 19.           | Nie ukończyła 1-go przejazdu | Nie ukończyła 1-go przejazdu | Nie ukończyła 1-go przejazdu | Nie ukończyła 1-go przejazdu |

### Saneczkarstwo
Mężczyźni
| Zawodnik                        | Konkurencja | Ślizg 1 | Ślizg 2 | Ślizg 3 | Ślizg 4 | Łącznie | Pozycja |
| ------------------------------- | ----------- | ------- | ------- | ------- | ------- | ------- | ------- |
| Christian Strøm                 | Jedynki     | 53,79   | 53,68   | 52,46   | 53,08   | 3:33,01 | 14.     |
| Stephen Sinding                 | Jedynki     | 54,98   | 54,05   | 53,19   | 53,19   | 3:35,41 | 22.     |
| Bjørn Dyrdahl                   | Jedynki     | 54,73   | 55,13   | 54,67   | 53,52   | 3:38,05 | 30.     |
| Christian Strøm Stephen Sinding | Dwójki      | 45,81   | 46,25   |         |         | 1:32,06 | 14.     |

### Skoki narciarskie
Mężczyźni
| Konkurencja            | Skoczek           | Skok 1    | Skok 1 | Skok 2    | Skok 2 | Nota  | Pozycja |
| Konkurencja            | Skoczek           | odległość | Nota   | odległość | Nota   | Nota  | Pozycja |
| ---------------------- | ----------------- | --------- | ------ | --------- | ------ | ----- | ------- |
| Skocznia normalna K-86 | Ingolf Mork       | 78,0      | 112,0  | 78,0      | 113,5  | 225,5 | 4.      |
| Skocznia normalna K-86 | Frithjof Prydz    | 80,0      | 114,2  | 74,0      | 103,6  | 217,8 | 11.     |
| Skocznia normalna K-86 | Nils-Per Skarseth | 73,5      | 101,3  | 71,0      | 96,3   | 197,6 | 33.     |
| Skocznia normalna K-86 | Jo Inge Bjørnebye | 68,5      | 90,3   | 67,0      | 83,9   | 174,2 | 51.     |
| Skocznia duża K-110    | Frithjof Prydz    | 85,0      | 89,0   | 95,5      | 105,7  | 194,7 | 15.     |
| Skocznia duża K-110    | Ingolf Mork       | 89,0      | 95,6   | 83,0      | 77,7   | 173,3 | 28.     |
| Skocznia duża K-110    | Jo Inge Bjørnebye | 85,5      | 86,7   | 81,5      | 81,1   | 167,8 | 34.     |
| Skocznia duża K-110    | Bjørn Wirkola     | 93,0      | 97,7   | 74,5      | 64,8   | 162,5 | 37.     |